# Тесак
Теса́к — ручное рубяще-колющее холодное оружие, боевой нож особо крупных размеров.

## История
В сказании о Куликов. битве впервые упоминается о кончарах, ранее к-рых появились тесаки. … Тесак имел вид укороченного меча и отличался от него тем, что имел только одно лезвие. — Древне-русское вооружение, Военная энциклопедия (Сытин, 1911−1915).
Тесак состоял на вооружении Русской гвардии и армии с середины XVIII века, с армии Елизаветы Петровны, до 2-й половины XIX века, и был трёх типов — пехотный, морской и сапёрный. Некоторыми оружиеведами к тесакам относится абордажная сабля.
Тесак с искривлённым и несколько короче сабельного клинком принят на вооружение в конце царствования императрицы Елизаветы Петровны для нижних чинов обсервационного корпуса, имел эфес в виде черенка с крестовиной, а затем в 1759 году в артиллерии РИА — вместо шпаг. Тесак данного образца постепенно заменил шпаги, которые раньше имели на вооружении нижние чины пехоты.
Сапёры с начала XIX века пользовались фашинным ножом — широким, слегка изогнутым тесаком с деревянной рукоятью и медной головкой (или с бронзовой рукоятью), на обухе клинка которого были нарезаны зубья пилы. Эти тесаки использовались не только как оружие, но и как инструмент, которым рубили или пилили прутья и колья для фашин — прутяных связок, которыми укрепляли валы полевых укреплений и мостили гати на болотах.
В 1797 году присвоен нижним чинам сапёрных войск — тесак сапёрный солдатского образца 1797 года. Эфес с деревянной рукоятью и железной крестовиной.
Техническая характеристика изделия (без ножен):
- длина общая, мм — 700;
- длина клинка, мм — 500;
- ширина клинка, мм — 85;
- масса, г — 1900.

В 1810 году тесак сапёрный солдатского образца 1797 года заменил у нижних чинов инженерных войск пехотные тесаки.
В 1817 году тесак сапёрный солдатского образца 1797 года, присвоен нижним чинам, сформированным в этом же году военно-рабочих ротам и батальонам, состоял у них на вооружении до 1850 года. В 1827 году заменён у нижних чинов сапёрных и инженерных войск сапёрным тесаком образца 1827 года.

Следующий образец саперного тесака был утверждён в 1824 г. Число зубьев было уменьшено до 23 (с 49 модели обр. 1817 г.), вместо деревянных ручек, которые скоро портились, были приняты для гвардейских частей — медные, а для армейских — железные, такого же металла были приняты и наконечники. Тип оружия остался без изменения. В 1827 году последовало Высочайшее повеление, чтобы у армейских тесаков ручки и наконечники — были бы вновь сделаны по Высочайше утверждённому образцу — из зелёной меди, у гвардейских же — из красной.
— В.Г. Фёдоров, «Русское холодное оружие», 1905
В 1832 году солдатам раздали тяжёлые короткие тесаки с прямым клинком с зубьями пилы и литой рукоятью с перекрестьем. На ножнах также были гнёзда для штыка. Но такое короткое оружие, как тесак, было плохой защитой от кавалерии, а весило при этом довольно много, поэтому с конца XIX века их оставили только барабанщикам и музыкантам, а также солдатам гвардии для выхода в мирное время.
В 1846 году принят для вооружения сапёров и пешей артиллерии тесак (образца 1846 года) с прямым, обоюдоострым клинком.
В другой статье ЭСБЕ сказано, что в 1848 году введены два образца тесаков для:
- пешей артиллерии и инженерных войск — с прямым, широким и коротким обоюдоострым клинком и крестообразною медной рукояткой;
- пехоты — с кривым клинком и рукояткою с дужкой.

В 1855 году у всех нижних чинов, военно-рабочих рот и батальонов, сапёрных и пионерных батальонов заменён пехотным тесаком образца 1846 года, с кривым клинком, имеющий рукоятку медную с дужкой.
Император Александр II в 1856 году специальным указом снял с вооружения будочников алебарды, заменив их тесаками (у пояса).
В 1880 году Приказом по Военному ведомству № 70 тесаки были оставлены, на мирное время, на вооружении гвардейской пехоты, барабанщикам и музыкантам армейских гренадер, во всех остальных родах оружия они были отменены. Кроме того, тесак присвоен портупей-юнкерам военных училищ.
Также существовал присадной тесак (наружейный тесак, штык-тесак): тесак, который присаживался (крепился) к ружью в качестве штыка.

О присвоении фашинных ножей часовым военно-рабочих рот Путей сообщений: фашинные ножи, кроме унтер-офицеров присвоить только рядовым военно-рабочих рот Путей сообщений, которые занимают пост часовых при разных сооружениях.— Приказ по ведомству Путей сообщений, от 1855 года.
В России для Военного ведомства тесаки производил Златоустовский чугунно-плавильный и сталеделательный казённый завод.
Тесак упоминается в произведении А. С. Грибоедова «Горе от ума»: «… Тесак ему, да ранец, в солдаты!…»
На 1901 год в Вооружённых силах Российской империи на вооружении личного состава тесаки (прямые) остались в гвардейской пехоте, а также у барабанщиков и музыкантов армейских гренадер. Кроме того, тесак присвоен портупей-юнкерам военных училищ.

## Устройство
Длина его составляла обычно 50−72 сантиметра, а ширина 4−7 сантиметров. Тесак, как правило, не имел гарды и других защитных средств. Тесак, как и сабля, имеет плоскую сторону — фухтель.

## Фотогалерея
- Германский штык-тесак образца 1898/1905 годов
- Шведский тесак образца 1848 года

## См.также
- Кортик
- Бутанский меч
- Дюссак